# Limnophora tigrina
Limnophora tigrina este o specie de muște din genul Limnophora, familia Muscidae. A fost descrisă pentru prima dată de Am Stein în anul 1860. Conform Catalogue of Life specia Limnophora tigrina nu are subspecii cunoscute.